# Мантей, Кевин
Кевин Мантей (англ. Kevin Manthei) — композитор, автор музыки для фильмов, телевидения и видеоигр.
Кевин Мантей родился в Миннесоте, США. Окончил Университет Миннесоты со степенью бакалавра музыки. Также учился в Университете Южной Калифорнии у Джерри Голдсмита.
Кевин Мантей создал саундтреки для видеоигр Jagged Alliance 2, Panzer General II, Vampire: The Masquerade — Redemption, Wizardry 8, Twisted Metal: Black, Kung Fu Panda, Marvel Universe Online, Upshift Strikeracer, Xiaolin Showdown, Ultimate Spider-Man, City of Villains, The Sims 2, StarCraft: Ghost, Shrek 2, 19-ти серий Нэнси дрю и Shark Tale.